# Вакаса
Вакаса (на японски: 若狭湾, Wakasa-wan) е залив в южната част на Японско море, на северния бряг на остров Хоншу. Вдава се на запад в сушата на 37 km, а ширината на входа между носовете Кьогамисаки на запад и Етидзен на изток е 70 km. Дълбочината в южните му части е 44 – 93 m, а в откритите части – 102 – 198 m. Бреговете му са силно разчленени от по-малки заливи – Цуруга, Окама, Такахама, Миядзу и др., стръмни, заети от покрити с гори планини. Най-голямата река, вливаща се в него, е Юра. Приливите са неправилни, денонощни, с височина до 0,4 m. Най-големите селища и пристанища по бреговете му са градовете Цуруга, Обама, Такахама, Майдзуру, Миядзу.